# Saint-Honoré, Isère
Saint-Honoré är en kommun i departementet Isère i regionen Auvergne-Rhône-Alpes i sydöstra Frankrike. Kommunen ligger i kantonen La Mure som tillhör arrondissementet Grenoble. År 2022 hade Saint-Honoré 819 invånare.

## Befolkningsutveckling
Antalet invånare i kommunen Saint-Honoré
Referens:INSEE